# Свадеши

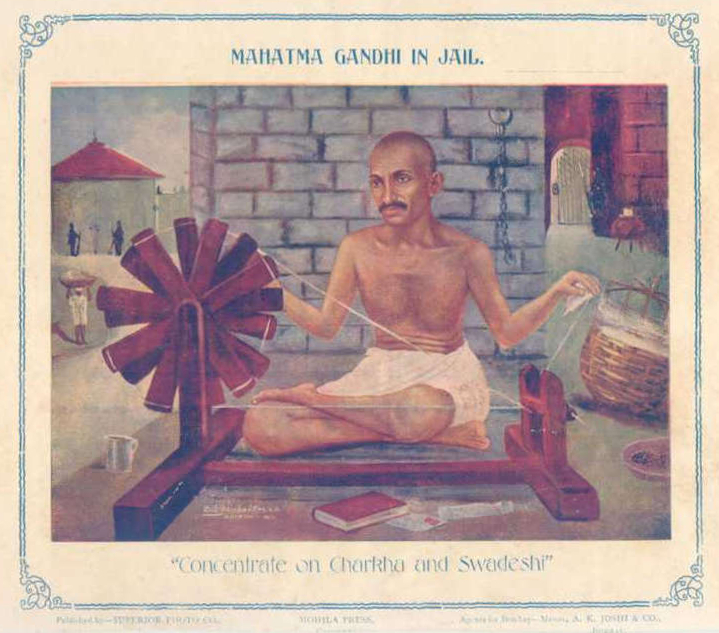
Популярный плакат 1930-х годов, изображающий Ганди, вращающего прялку, с подписью «Сосредоточьтесь на прялке и Свадеши».

Движение свадеши (бенг. স্বদেশী, хинди स्वदेशी) — одна из форм индийского национально-освободительного движения, подразумевавшая достижение независимости от Британской империи и улучшение экономических условий в Индии путём следования принципам свадеши (самостоятельности). Стратегия свадеши заключалась в бойкотировании британских товаров и возрождении их домашнего производства, не случайно эмблемой свадеши стала прялка.
Движение зародилось в период первого раздела Бенгалии (1905), его идейными вдохновителями были Шри Ауробиндо, Локманья Бал Гангадхар Тилак и Лала Раджпат Рай. Свадеши было вдохновлено идеологией ненасильственного сопротивления Ганди, который описывал его как олицетворение свараджа (независимости).

## Этимология
Слово свадеши это сандхи — сложение двух санскритских слов. Сва значит «свой, собственный», а деш — «страна». Таким образом, свадеш означает «собственная страна», а в форме прилагательного свадеши — «из собственной страны».

## Влияние
- Английский экономист Эрнст Шумахер испытывал влияние концепции свадеши при написании главы «Буддийская экономика» в своей книге «Small Is Beautiful[англ.]»[1].
- Сатиш Кумар, редактор английского журнала Resurgence, продвигал концепцию свадеши в своих статьях и лекциях, а также в своей книге «You Are, Therefore I Am».